# Cascante del Río
Cascante del Río è un comune spagnolo di 71 abitanti situato nella comunità autonoma dell'Aragona.